# Christoph Friedrich von Gersdorff
Christoph Friedrich von Gersdorff (* 15. Juli 1666; † 16. Oktober 1725) war Grundherr, Appellations- und Legationsrat, Geheimer Rat, Vizeoberhofrichter in Leipzig und sächsisch-polnischer Gesandter auf der Reichsversammlung in Regensburg. Im Jahr 1723 wurde er in den Reichsgrafenstand erhoben.

## Biographisches
Christoph Friedrich war das einzige Kind aus der Ehe des Gottlob Ehrenreich von Gersdorff und seiner Frau Martha (geborene von Loeben), das das Erwachsenenalter erreichte.
Er besuchte das Gymnasium in Zittau zwischen den Jahren 1682 und 1685 und studierte danach. Er befand sich gerade auf Wallfahrt in Straßburg, als sein Vater starb. Am 15. Oktober 1688 wurde er mittels seines Bevollmächtigten Georg Adolph von Loeben mit Kauppa belehnt. Nachdem am 3. Januar 1698 auch seine Mutter verstorben war, erbte er auch ihre Güter Bolbritz und Döbschke, erhielt sie am 10. Mai des Jahres zum Lehen. Am 24. Juni 1700 kaufte er von Rosa Patientia von Gersdorff (geborene von der Sahla) Klix und Commerau. Außerdem kaufte er von Hans Christoph von Loeben eine abgebrannte Schenke in Dreikretscham nebst Feldern und Äckern, womit er am 22. November 1702 belehnt wurde, und, auch von von Loeben, ein Stück Holz am schwarzen Berge bei Schmölln, womit er wiederum am 21. März 1705 belehnt wurde. Am 14. Juli 1711 wurde er mit Jenkwitz belehnt, nachdem er zuvor zum Schutzherrn gewählt wurde, wie es auch schon sein Vater gewesen war. Am 14. Juni 1714 erwarb er von Caspar Christoph von Nostitz das Rittergut Salga, womit er aber erst am 8. November belehnt wurde.
Kaiser Karl VI. erhob ihn am 20. Mai 1723 in den Reichsgrafenstand.
Christoph Friedrich war seit Mitte des Jahres 1597 verheiratet mit Maria Sophia von Schönberg († 17. Februar 1728), Tochter des Hans Caspar von Schönberg. Auch sie war Grundherrin, erbte zum Beispiel am 9. Mai 1698 das väterliche Gut Rattwitz, von ihren Schwestern das Gut Muschelwitz und kaufte später einige kleine Güter hinzu.
Christoph Friedrich hinterließ nur einen Sohn: Friedrich Caspar (* 28. Juli 1699; † 16. Juli 1751), der u. a. Oberamtshauptmann zu Bautzen, Hof- und Justitienrat, Geheimer Rat und Kammerherr wurde und hohe Verdienste um die Errichtung einer Schulanstalt in Klix hatte.
Christoph Friedrich starb im Jahr 1725 im Alter von 59 Jahren, seine Frau überlebte ihn um zweieinhalb Jahre.